# June Whitfield
June Rosemary Whitfield (Streatham, London, 1925. november 11. – London, 2018. december 28.) angol színésznő.

## Fontosabb filmszerepei

### Mozi- és tévéfilmek
- 1953: Love from Judy, tévéfilm, Sally McBride
- 1956: The Straker Special, tévéfilm, szerelő
- 1959: Folytassa, nővér! (Carry on Nurse), Meg
- 1959: Friends and Neighbours, Doris Holmes
- 1962: Hotel Paradiso, tévéfilm, Marcelle
- 1966: The Spy with a Cold Nose, Elsie Farquhar
- 1968: Frankie Howerd Meets the Bee Gees, tévé-show-műsor, önmaga
- 1971: The Magnificent Seven Deadly Sins, Mildred
- 1971: Do Me a Favour!, tévéfilm, Mrs. Dolly Hadleigh
- 1972: Házi áldás (Bless This House), Vera Baines
- 1972: Folytassa külföldön! (Carry on Abroad), Evelyn Blunt
- 1973: Folytassák, lányok! (Carry on Girls), Augusta Prodworthy / Paula Perkins hangja
- 1976: Not Now, Comrade, Janet Rimmington
- 1977: The Dick Emery Christmas Show: The Texas Connection, tévéshow, Jacqueline Clayton
- 1979: Narnia krónikái: Az oroszlán, a boszorkány és a ruhásszekrény (The Lion, the Witch & the Wardrobe), Mrs. Beaver, hang
- 1980: The Dick Emery Christmas Show: For Whom the Jingle Bells Toll, tévéshow, Colette
- 1984: It’s Going to Be Alright, tévéfilm, Margie Hansen
- 1987: It’s a Hudd Hudd World, n/a.
- 1991: The Craig Ferguson Story, tévéfilm, Mrs. Ferguson
- 1992: Folytassa, Kolumbusz! (Carry on Columbus), Kasztíliai Izabella királynő
- 1996: Lidércfény (Jude), Aunt Drusilla
- 1997: Tom Jones, egy talált gyermek históriája (The History of Tom Jones, a Foundling), Mrs. Whitfield
- 1999: Tündérek (Faeries), Mrs. Coombs
- 2000: Az utolsó szőke bombázó (The Last of the Blonde Bombshells), tévéfilm, Annie
- 2003: Bob, a megyezvári lovag (Bob the Builder: The Knights of Can-A-Lot), tévéfilm, Dot (hang)
- 2004: White Box, tévéfilm, anya
- 2007: Bob the Builder: Scrambler to the Rescue, videó-rövidfilm, Dot (hang)
- 2015: Egy pohárka cider Rosie-val (Cider with Rosie), Wallon nagyi
- 2015: Zűrös végítélet (You, Me and the Apocalypse), tévé-minosorzat, Isten
- 2016: Pusszantlak, drágám!: A film (Absolutely Fabulous: The Movie), Anya

### Tv-sorozatok
- Before Your Very Eyes (1955–1958, hat epizódban)
- The Tony Hancock Show (1956–1957, 11 epizódban)
- The Arthur Askey Show (1961, hat epizódban)
- The Seven Faces of Jim (1961, hét epizódban)
- The Benny Hill Show (1961–1968, négy epizódban)
- Six More Faces of Jim (1962, hat epizódban)
- More Faces of Jim (1963, hat epizódban)
- Baxter On... (1964, hat epizódban)
- Call It What You Like (1965, hat epizódban)
- Mild and Bitter (1966, hat epizódban)
- Beggar My Neighbour (1966–1968, 24 epizódban)
- Hancock's (1967, hat epizódban)
- Scott On... (1968–1974, 25 epizódban)
- The Best Things in Life (1969–1970, 13 epizódban)
- The Dick Emery Show (1969–1974, kilenc epizódban)
- Happy Ever After (1974–1978, 40 epizódban)
- Terry and June (1979–1987, 65 epizódban)
- Pusszantlak, drágám! (Absolutely Fabulous) (1992–2012, 36 epizódban)
- Roland Rat: The Series (1988, hat epizódban)
- Cluedo (1990, hat epizódban)
- Szederkert (Brambly Hedge) (1997–1998, hang, két epizódban)
- Jóbarátok (Friends) (1998, egy epizódban)
- A bor nem válik vízzé (Last of the Summer Wine) (2001–2010, 44 epizódban)
- Bob, a mester (Bob the Builder) (2005–2007, hang, négy epizódban)
- Kisvárosi gyilkosságok (Midsomer Murders) (2005, 2014 két epizódban), Molly Darnley / Peggy Alder
- Agatha Christie: Marple (Agatha Christie's Marple) (2006, egy epizódban)
- Az otthon zöld füvén (The Green Green Grass) (2007–2009, négy epizódban)
- Harley Kórház (Harley Street) (2008, egy epizódban)
- Kingdom – Az igazak ügyvédje (Kingdom) (2009, egy epizódban)
- Ki vagy, doki? (Doctor Who) (2009–2010, egy epizódban)
- Kémsuli (M.I.High) (2011, egy epizódban)